# Alok Sharma
Alok Sharma (Agra, 7 de septiembre de 1967) es un político británico que en la actualidad es secretario de Estado para el Desarrollo Internacional desde julio de 2019 en SM Gabinete de Boris Johnson.
Miembro del partido Conservador, ha sido miembro de Parlamento (MP) por Reading West desde las elecciones generales de 2010. 

## Biografía
Sharma se graduó del universidad de Salford (BSc) y se calificó como FCA, antes de su elección como MP.
En 2016, se lo nombró secretario parlamentario del Estado en el ministerio de Relaciones Exteriores y de la Mancomunidad de Naciones por Theresa May y en 2017, se convirtió en ministro de la Corona de Planificación y Vivienda para el ministerio de Viviendas, Comunidades y Gobierno Local del Reino Unido. 
En enero de 2018, se convirtió en secretario de Estado del Empleo y Jubilación.